# مؤسسه ملی بیماری‌های عفونی (ژاپن)
مؤسسه ملی بیماری‌های عفونی (به انگلیسی: National Institute of Infectious Diseases)، (به ژاپنی: 国立感染症研究所 Kokuritsukansenshōkenkyūjo)، یک مؤسسه وابسته به وزارت بهداشت، کار و رفاه است. سلف آن مؤسسه ملی بهداشت (国立予防衛生研究所، Kokuritsu yobōeiseikenkyūsho) است که در سال ۱۱۹۴ تأسیس شد.